# Szczelina w Chochołowych Skałach Druga
Szczelina w Chochołowych Skałach Druga – schronisko w Chochołowych Skałach w prawych zboczach Doliny Szklarki na Wyżynie Olkuskiej (część Wyżyny Krakowsko-Częstochowskiej). Pomiędzy Chochołem Prawym a Graficzną Basztą znajduje się Komin Kominiarza, a w nim otwór Szczeliny w Chochołowych Skałach II. Administracyjnie jest to teren wsi Szklary w województwie małopolskim, w powiecie krakowskim, w gminie Jerzmanowice-Przeginia.

## Opis schroniska
Znajduje się w Kominie Kominiarza między skałami Chochoły i Graficzna Baszta. Aby dotrzeć do otworu, najpierw trzeba wyjść na stromą skalną półkę, następnie czterometrowej wysokości progiem (I w skali krakowskiej). W kominie nieco trudniejsza wspinaczka przez zapieraczkę. Otwór znajduje się tuż pod zaklinowaną wantą. Ma wymiary 0,4 × 1,2 m, w obrębie szczeliny jest myty. Odchodzi od niego nieco meandrujący i wznoszący się korytarz o długości 3 m. Kończy się ślepo.
Schronisko powstało na pęknięciu skały w wapieniach z okresu późnej jury. Ma gładkie i w niektórych miejscach myte ściany z otworkami, wżerami i czarnymi naskorupieniami (są to epigenetyczne utwory krzemionkowe). W korytarzu występują także grzybkowe nacieki i mleko wapienne. Namulisko składa się z opadłych ze stropu skał różnej wielkości, tylko przy otworze zawiera nieco gleby. Jest w całości oświetlone, suche, bez przewiewu i całkowicie uzależnione od zewnętrznych warunków. Przy otworze wejściowym rosną krzewy (leszczyna) i rośliny zielne, a na ścianach glony i porosty. Ze zwierząt spotykano ślimaki, muchówki i pająka sieciarza jaskiniowego Meta menardi. Obecność rozłupanych orzechów laskowych świadczy o tym, że bywają tu wiewiórki lub orzesznice. Znajdywano też kości innych, drobnych zwierząt (m.in. nietoperzy).

## Historia poznania i dokumentacji
Schronisko być może było znane, ale nie publikowane. Po raz pierwszy wzmiankował go J. Nowak w 2008 r. Wymienia go w spisie jaskiń pod nazwą Szczelina w Smokówce, ale z podanej lokalizacji, deniwelacji i długości wynika, że chodzi prawdopodobnie o tę szczelinę. Dokumentację szczeliny sporządziła w listopadzie 2014 r. I. Luty przy współpracy M. Soćko.

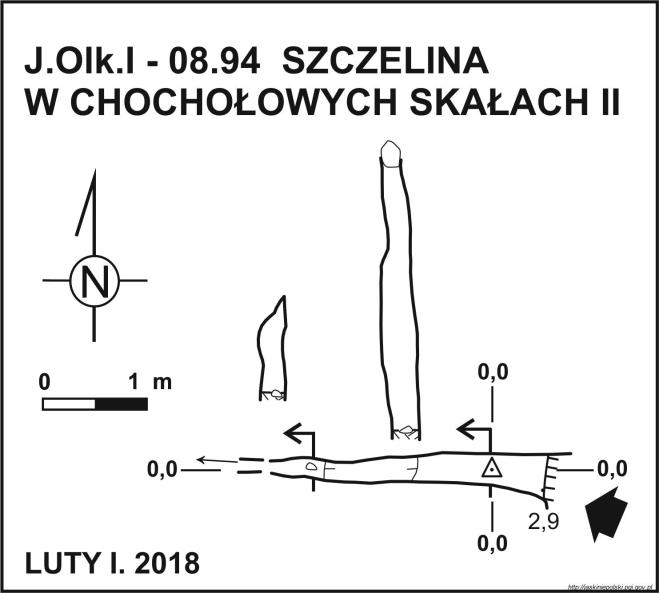
Plan